# Nico Estévez
Pour les articles homonymes, voir Estévez.
Estévez  Martínez est un nom espagnol. Le premier nom de famille, en général paternel, est Estévez ; le second, en général maternel, souvent omis, est Martínez.
Nico Estévez, né le 29 janvier 1980 à Valence en Espagne, est un entraîneur espagnol de football.

## Biographie

### Débuts
Né à Valence, Estévez commence sa carrière dans les catégories de jeunes du club local du CF San José, à l'âge de 19 ans seulement. En 2004, il est engagé par le Valencia CF pour travailler dans leurs catégories de jeunes.
En juillet 2011, l'espagnol est nommé manager de l'équipe nouvellement créée, le Huracán Valencia CF, en Segunda División B. Le 1er juillet 2013, après avoir manqué deux fois la promotion lors des play-offs, il annonce son départ du club, et revient à Valence trois jours plus tard, après avoir été nommé responsable des réserves.
Le 16 décembre 2013, il devient entraîneur intérimaire de l'équipe première de Valence, après le licenciement de Miroslav Đukić. Il dirige l'équipe pendant deux matchs, une victoire 1-0 en Coupe du Roi à domicile contre le Gimnàstic Tarragone et une défaite 2-3 en Liga à domicile contre le Real Madrid. À l'âge de 33 ans, il devient le deuxième plus jeune manager de l'histoire du club, derrière Óscar Fernández, également intérimaire. Peu de temps après, il reprend son rôle précédent à la Mestalla après la nomination de Juan Antonio Pizzi.
Le 7 avril 2014, l'entraîneur est licencié par la Mestalla, après neuf matches sans victoire, et est remplacé par Curro Torres. 

### Période en tant qu'adjoint
En septembre, il part à l'étranger et rejoint le club américain du Crew de Columbus, en tant que directeur de la méthodologie.
Le 6 janvier 2017, Estévez est promu entraîneur adjoint de Gregg Berhalter en équipe première du Crew de Columbus. Le 16 janvier 2019, il suit Gregg Berhalter en équipe des États-Unis, toujours en tant qu'adjoint.

### FC Dallas
Le 2 décembre 2021, l'entraîneur espagnol devient le nouvel entraîneur du FC Dallas, en Major League Soccer.